# Xiaomi (sockenhuvudort i Kina, Jiangxi Sheng, lat 25,88, long 115,71)
Xiaomi är en sockenhuvudort i Kina. Den ligger i provinsen Jiangxi, i den sydöstra delen av landet, omkring 310 kilometer söder om provinshuvudstaden Nanchang. Antalet invånare är 17 651. Befolkningen består av 8 678 kvinnor och 8 973 män. Barn under 15 år utgör 30 %, vuxna 15-64 år 62 %, och äldre över 65 år 6,0 %.
Runt Xiaomi är det ganska tätbefolkat, med 155 invånare per kvadratkilometer. Närmaste större samhälle är Xijiang, 8,6 km sydost om Xiaomi. I omgivningarna runt Xiaomi växer i huvudsak blandskog.
Genomsnittlig årsnederbörd är 1 965 millimeter. Den regnigaste månaden är maj, med i genomsnitt 358 mm nederbörd, och den torraste är oktober, med 19 mm nederbörd.